# Министерство связи и технологий Сирии
Министерство связи и технологий Сирии отвечает за разработку правительственной связи и информации, политики и стратегии в определении и реализации программ в этой области.

## Министры связи и технологии
- Радван Мартини (2000 — 13 декабря 2001)
- Мохаммад Башир аль-Монджед (13 декабря 2001 — 21 февраля 2006)
- Амр Назир Салем (21 февраля 2006 — 8 декабря 2007)
- Имад Абдул-Гани Сабуни (8 декабря 2007 — 29 марта 2011) (14 апреля 2011 — 27 августа 2014)
- Ияд Мухаммад аль-Хатиб (2018[1] — 8 декабря 2024)
- Хусейн аль-Масри[англ.] (10 декабря 2024 — 29 марта 2025)[2]
- Абдель Салам Хейкал (с 29 марта 2025)